# Ајант
Ајант (грч. Αἴας) је у грчкој митологији био краљ острва Саламина и уз Ахила најлепши и најјачи грчки војсковођа који је опседао Троју у тројанском рату. Штит који је носио био је сачињен од кожа седам бикова.

## Етимологија
Његово име значи „од земље“. Према другим изворима, његово име је изведено од речи aetos што значи „орао“, а у вези је са причом о рођењу овог јунака. Пошто је постојао још један Ајант, како би их разликовали, овог јунака су називали Великим Ајантом због његове висине и карактера.

## Митологија
Био је Теламонов и Перибејин (или Ерибејин) син. Теламон га је добио захваљујући Херакловој молби. Наиме, Херакле је дошао у госте код Теламона са жељом да га позове у рат против тројанског краља Лаомедонта и затекао га за трпезом. Теламон му је понудио пехар вина и Херакле је због тога замолио Зевса да његовом пријатељу подари сина који ће бити снажан као лав. Зевс је тада послао орла као знамење да ће му молба бити услишена. Према другој причи, када је Херакле дошао, Ајант је већ био рођен. Јунак је дете увио у лављу кожу којом је иначе и сам био огрнут, а од Зевса је затражио да га учини нерањивим. Молба му је услишена, али је место испод пазуха малишана било заклоњено тоболцем, те је то остало једино место на Ајантовом телу где је могао да задобије рану. Према неким изворима, слаба тачка му је била и врат, јер га је Херакле био урекао.
Када је одрастао, био је међу просиоцима лепе Хелене, па је из обавезе коју су сви просиоци прихватили, међу првима пошао у рат на позив Агамемнона. Са собом је довео дванаест лађа. Отац га је пред полазак саветовао да се не узда само у своје копље, већ и у богове, али му је Ајант охоло одвратио да и кукавица може да се узда у богове. Тиме је навукао мржњу богиње Атене. Такође се издрао на богињу када га је касније пожуривала у рат, речима да му није потребна, већ да иде да храбри његову браћу Грке. Ајант није марио за богове са Олимпа, па је његово супротстављање Атени било тумачено као доказ његовог атеизма, али је према Роберту Гревсу то радије био доказ његовог конзерватизма; Ајакиди су били лелегијског порекла, те су поштовали прехеленску богињу. Пре него што су стигли у Троаду, Грци су се најпре грешком искрцали у Мизију и ту је, заједно са Ахилом, Ајант предњачио у многим окршајима. Током првих девет година тројанског рата, напао је краља Фригије Теутранта или Телеутаја, а његову кћерку Текмесу је узео за наложницу. У последњој години се борио са Хектором, а у каснијој борби је успео и да га рани. Највеће је јунаштво је показао у борби за Патроклов леш, а на свечаностима приређеним поводом смрти тог јунака, рвао се са Одисејем, са нерешеним исходом, па је Ахил наградио обојицу. Теукро, његов полубрат, све време се борио у сенци његовог штита, заштићен на тај начин. С обзиром да је Ајант био ћудљиве нарави, као и његов имењак, често су њих двојица били у сукобу, па је Агамемнон успевао да их спречи да не убију један другог сплеткарењем уз помоћ Менелаја, Диомеда и Нестора. Многе Тројанце је Ајант убио; према Хомеровој „Илијади“ Акаманта, Амфија, Архелоха, Калетора, Дорикла, Епикла, Глаука, Хипотоја, Хиртија, Лаодаманта, Лисандара, Пандока, Форкија, Пиларта, Пираса, Симоисија, а према другим ауторима и Аганипа, Агелаја, Агестрата, Дејоха, Енијеја, Ериманта, Еуринома, Хила, Неса, Окитоја, Тестора и Зора.
Када је Ахил био убијен, Ајант је сасекао Глаука и понео Ахилов леш кроз непријатељске редове и кишу стрела, док му је Одисеј крчио пут. Зевс је послао невреме и тако је битка стала. На посмртним играма је победио у бацању диска. Током Ахиловог погреба, Тетида је понудила златно оружје свог сина и око њега су се надметали јунаци који су се највише истакли у одбрани Ахиловог леша. Међу њима су били и Ајант и Одисеј. Надметање је било искључиво речима. Међутим, ни Агамемнон ни други Ахајци се нису усудили да донесу пресуду, па се Нестор досетио да се упитају тројански заробљеници ко им је од ова два јунака нанео већу штету. Они су се изјаснили за Одисеја што је утицало да се Ајант, увређен, баци на свој мач. Постоје и верзије према којима је ипак Агамемнон пресудио и одлучио се за Одисеја, чију је добру вољу ценио или да је послао уходе до зидина Троје да чује мишљење непријатеља. Тамо су разговарале две девојке и док је једна хвалила Ајанта како је понео Ахила, друга је узвратила да би свака робиња то урадила, али да не би смела да употреби оружје, као што је то учинио Одисеј. Према другом предању, ова пресуда је изазвала Ајантов бес који је Атена претворила у лудило. Мислећи да убија Атриде и Ахајце, Ајант је поклао грчка стада, пастире и њихове псе. Када се освестио и видео шта је заправо урадио, осрамоћен, бацио се на мач који је узео од Хектора. Наиме, Хектор му је поклонио кратак сребрни мач након борбе која је између њих двојице трајала читавог дана док их гласници нису раздвојили. Противници су били задивљени вештином и храброшћу оног другог и разменили дарове. Ајант је тада Хектору поклонио пурпурни ремен (за који га је Ахил касније вукао све док није издахнуо). Према предању, чак се и мач гнушао овог задатка и савио се у лук. Тако је и зора сванула пре него што је успео да изврши самоубиство, јер је врх мача морао да усмери на једино рањиво место на телу; испод пазуха. Приповедало се и да је из Ајантове смртне ране потекла крв из које је изникао бели цвет са црвеним тачкама налик зумбулу или нарцису. Становници Саламине су тврдили да је такав цвет изникао на њиховом острву и да је имао ознаке у облику (латиничних) слова „АИ“, што је значило или име јунака или „авај“. Неоптелем је Ајантов прах ставио у златну урну, а сви јунаци су му жртвовали увојке своје косе. Ајанта је можда сахранио и Теукро, мада су се Атриди томе противили. Калхант је саветовао да Ајант буде сахрањен у ковчегу за самоубице, а не спаљен како би доликовало, на рту Ројтеј. Менелај је чак саветовао Теукра да Ајанта остави тако да га прождеру дивље звери, али Теукро је био против. Одисеј је желео да Ахилово оружје положи на Ајантову хумку, али Теукро то није дозволио. Постоје и приче да је оружје напокон припало Неоптелему или да га је море нанело на Ајантов гроб након бродолома који је Одисеј доживео касније. Ајантова сен је боравила или у царству мртвих или на острву Леуци. Одисеј ју је касније срео у Подземљу, али она није хтела да прихвати његова извињења. Постоји и прича према којој су у доба императора Хадријана таласи отворили Ајантов гроб и да су се могле видети џиновске кости, али да је он наредио да се кости врате у гроб. Такође, мање вероватна прича је и да Ајант није извршио самоубиство већ да су га Тројанци убили по савету пророчишта глином, јер је био отпоран на метал. Такође, као разлог свађе између Одисеја и Ајанта поједини аутори су наводили коме ће припасти Паладијум.
Ајант је са Текмесом имао синове Филеја и Еурисака.

## Култ
Поштован је на Саламини, где му је подигнут храм и постављена култна статуа од абоноса. Био му је посвећен и празник Ајантеје. Поштован је и у Атини, из политичких разлога, јер је сматран претком појединих угледних породица.

## У уметности
Многи писци трагедија су обрадили Ајантову судбину; Ливије Андроник, Еније, Пакувије и Акције. Његову смрт је описао Софокле у делу које је назвао по њему. Есхил је описао свађу око оружја у трагедији која је до данас сачувана само у фрагментима. Ајант је приказиван у ликовној уметности. На атичкој црвенофигуралној вази која се чува у Лувру, а која датира из 485 - 480 године п. н. е., приказан је дуел Ајанта и Хектора. Такође на атичкој црвенофигуралној амфори из 550 - 500 п. н. е, приказан је са Ахиловим лешом.